# آلفا-پاریناریک اسید
آلفا-پاریناریک اسید (به انگلیسی: Alpha-Parinaric acid) با فرمول شیمیایی C۱۸H۲۸O۲ یک ترکیب شیمیایی است. که جرم مولی آن ۲۷۶٫۴۱۳۷۲ g/mol می‌باشد. 